# Gert (voornaam)
Gert is een jongensnaam van Germaanse oorsprong met als betekenis "sterk met de speer". De naam is afgeleid van de voornaam Gerard. De naam kan ook bij meisjes voorkomen, bijvoorbeeld als afkorting van "Gertrude".

## Bekende naamdragers
- Gert Bastian, Duits generaal en politicus
- Gert Berg, Nederlands journalist en televisiemaker
- Gert van den Berg, Nederlands politicus
- Gert Bettens, Belgisch zanger
- Gert Bolmer, Nederlands dressuurruiter
- Gert De Mangeleer, Belgisch kok
- Gert Fredriksson, Zweeds kanovaarder
- Gert Fröbe, Duits acteur en violist
- Gert Jonke, Oostenrijks dichter en toneelschrijver
- Gert Lahousse, Belgisch acteur en regisseur
- Gert Schutte, Nederlands politicus
- Gert Steegmans, Belgisch wielrenner
- Gert Timmerman, Nederlands zanger en muzikant
- Gert Verheyen, Belgisch voetballer
- Gert Verhulst, Belgisch televisiepresentator, acteur, zanger, scenarioschrijver en ondernemer
- Gert Winckelmans, Belgisch acteur en presentator

## Fictieve figuren
- Gert, personage uit het Belgische kinderprogramma Samson en Gert